# Jack Sikma
Jack Wayne Sikma (Kankakee, 14 novembre 1955) è un ex cestista e allenatore di pallacanestro statunitense, professionista nella NBA.
È il padre di Luke, anch'egli cestista.

## Carriera
Venne selezionato dai Seattle SuperSonics al primo giro del Draft NBA 1977 (8ª scelta assoluta).

## Statistiche
| † | Denota le stagioni in cui ha vinto il titolo |
| * | Primo nella lega                             |

### NBA

#### Regular season
| Anno       | Squadra          | PG    | PT  | MP   | TC%  | 3P%  | TL%   | RP   | AP  | PRP | SP  | PP   |
| ---------- | ---------------- | ----- | --- | ---- | ---- | ---- | ----- | ---- | --- | --- | --- | ---- |
| 1977-1978  | Seattle S.Sonics | 82    | -   | 27,3 | 45,5 | -    | 77,7  | 8,3  | 1,6 | 0,8 | 0,5 | 10,7 |
| 1978-1979† | Seattle S.Sonics | 82*   | 82  | 36,1 | 46,0 | -    | 81,4  | 12,4 | 3,2 | 1,0 | 0,8 | 15,6 |
| 1979-1980  | Seattle S.Sonics | 82    | 82  | 34,1 | 47,5 | 0,0  | 80,5  | 11,1 | 3,4 | 0,8 | 0,9 | 14,3 |
| 1980-1981  | Seattle S.Sonics | 82    | 82  | 35,6 | 45,4 | 0,0  | 82,3  | 10,4 | 3,0 | 1,0 | 1,1 | 18,7 |
| 1981-1982  | Seattle S.Sonics | 82    | 82  | 37,2 | 47,9 | 15,4 | 85,5  | 12,7 | 3,4 | 1,2 | 1,3 | 19,6 |
| 1982-1983  | Seattle S.Sonics | 75    | 71  | 34,2 | 46,4 | 0,0  | 83,7  | 11,4 | 3,1 | 1,2 | 0,9 | 18,2 |
| 1983-1984  | Seattle S.Sonics | 82*   | 82  | 36,5 | 49,9 | 0,0  | 85,6  | 11,1 | 4,0 | 1,2 | 1,1 | 19,1 |
| 1984-1985  | Seattle S.Sonics | 68    | 68  | 35,3 | 48,9 | 20,0 | 85,2  | 10,6 | 4,2 | 1,2 | 1,3 | 18,5 |
| 1985-1986  | Seattle S.Sonics | 80    | 78  | 34,9 | 46,2 | 0,0  | 86,4  | 9,4  | 3,8 | 1,2 | 0,9 | 17,1 |
| 1986-1987  | Milwaukee Bucks  | 82*   | 82  | 30,9 | 46,3 | 0,0  | 84,7  | 10,0 | 2,5 | 1,1 | 1,1 | 12,7 |
| 1987-1988  | Milwaukee Bucks  | 82    | 82  | 35,6 | 48,6 | 21,4 | 92,2* | 8,6  | 3,4 | 1,1 | 1,0 | 16,5 |
| 1988-1989  | Milwaukee Bucks  | 80    | 80  | 32,3 | 43,1 | 38,0 | 90,5  | 7,8  | 3,6 | 1,1 | 0,8 | 13,4 |
| 1989-1990  | Milwaukee Bucks  | 71    | 70  | 31,7 | 41,6 | 34,2 | 88,5  | 6,9  | 3,2 | 1,1 | 0,7 | 13,9 |
| 1990-1991  | Milwaukee Bucks  | 77    | 44  | 25,2 | 42,7 | 34,1 | 84,3  | 5,7  | 1,9 | 0,8 | 0,8 | 10,4 |
| Carriera   | Carriera         | 1.107 | 985 | 33,4 | 46,4 | -    | 84,9  | 9,8  | 3,2 | 1,0 | 0,9 | 15,6 |

#### Play-off
| Anno     | Squadra          | PG  | PT | MP   | TC%  | 3P%  | TL%  | RP   | AP  | PRP | SP  | PP   |
| -------- | ---------------- | --- | -- | ---- | ---- | ---- | ---- | ---- | --- | --- | --- | ---- |
| 1978     | Seattle S.Sonics | 22* | -  | 31,9 | 46,6 | -    | 78,0 | 8,1  | 1,2 | 0,8 | 0,5 | 13,7 |
| 1979†    | Seattle S.Sonics | 17  | -  | 38,5 | 45,5 | -    | 78,7 | 11,7 | 2,5 | 0,9 | 1,4 | 14,8 |
| 1980     | Seattle S.Sonics | 15  | -  | 35,6 | 39,9 | 0,0  | 85,2 | 8,4  | 3,7 | 1,1 | 0,3 | 11,7 |
| 1982     | Seattle S.Sonics | 8   | -  | 39,4 | 44,5 | -    | 86,2 | 12,1 | 3,0 | 1,1 | 1,0 | 20,5 |
| 1983     | Seattle S.Sonics | 2   | -  | 37,5 | 35,5 | 0,0  | 66,7 | 13,0 | 5,5 | 1,0 | 1,0 | 15,0 |
| 1984     | Seattle S.Sonics | 5   | -  | 38,6 | 50,0 | 0,0  | 85,7 | 10,2 | 1,0 | 0,6 | 1,4 | 22,0 |
| 1987     | Milwaukee Bucks  | 12  | 12 | 35,5 | 48,7 | 0,0  | 98,0 | 10,8 | 1,9 | 1,3 | 0,8 | 16,2 |
| 1988     | Milwaukee Bucks  | 5   | 5  | 38,0 | 46,1 | 0,0  | 83,3 | 12,4 | 2,6 | 0,4 | 0,8 | 19,0 |
| 1989     | Milwaukee Bucks  | 9   | 9  | 33,4 | 39,4 | 28,6 | 82,1 | 5,6  | 3,3 | 0,9 | 0,4 | 11,7 |
| 1990     | Milwaukee Bucks  | 4   | 4  | 29,3 | 26,1 | 28,6 | 75,0 | 3,5  | 1,8 | 0,5 | 1,0 | 5,0  |
| 1991     | Milwaukee Bucks  | 3   | 0  | 17,0 | 40,0 | 50,0 | 50,0 | 4,0  | 2,0 | 1,7 | 0,3 | 4,7  |
| Carriera | Carriera         | 102 | 30 | 34,9 | 44,5 | -    | 83,0 | 9,3  | 2,4 | 1,0 | 0,8 | 14,3 |

## Palmarès
- Campionato NBA: 1

Seattle Supersonics: 1979
- NBA All-Rookie First Team (1978)
- Miglior tiratore di liberi NBA (1988)
- NBA All-Defensive Team: 1

Second Team: 1982
- NBA All-Star Game: 7

1979, 1980, 1981, 1982, 1983, 1984, 1985
- 2 volte maggior numero di rimbalzi difensivi in stagione NBA
- Trentatreesimo miglior rimbalzista di sempre NBA
- Inserito nella Naismith Memorial Basketball Hall of Fame nel 2019